# Paulson & Co
Paulson & Co. Inc. — це сімейний офіс розташований у Нью-Йорку. Раніше це був хедж-фонд, заснований Джоном Полсоном у 1994 році . Спеціалізуючись на «глобальних стратегіях злиття, арбітражних подіях та кредитних стратегіях», фірма була відносно непомітною на Волл-стріт, доки не зробила надзвичайно успішну ставку на ринок субстандартної іпотеки в 2007 році  Свого часу компанія мала офіси в Лондоні та Дубліні.

## Історія

### Перші роки
Paulson & Co. Inc. була заснована у 1994 році  Джоном Полсоном.
Як великий акціонер Полсон інвестував у низку недооцінених компаній, які були об’єктами поглинання, маючи на меті підвищити ціну пропозиції цих компаній. У 1997 році Полсон, який володів 6,2% акцій Washington National Corp., виступив проти угоди PennCorp Financial Group Inc. на 400 мільйонів доларів про поглинання Washington National , назвавши умови угоди «неадекватними». Ця стриманість спрацювала, коли інший президент, Conseco Inc., придбав Washington National за 410 мільйонів доларів.

### Фінансова криза
У 2005 році аналітик Паоло Пеллегріні переконав Джона Полсона в небезпеці слабких стандартів кредитного андеррайтингу, надмірного левериджу серед фінансових установ та фундаментального недооцінювання кредитного ризику, особливо на ринку житла. Полсон почав « зменшувати » цей кредитний ризик, купуючи досі незрозумілий  деривативи, відомі як кредитно-дефолтні свопи, щоб «застрахувати» цінні боргові папери (Paulson Co. не володіла цінними паперами, які вона «страхувала», а просто вважала, що вони зазнають дефолту). падіння вартості через слабке кредитування. Бульбашка продовжувала зростати в 2005 - 2006 роках, але до 2007 року почала здуватися.
В одній з наступних широко розрекламованих угод Goldman Sachs створив "Synthetic" Collateralized Debt Obligation (CDO) під назвою ABACUS 2007-AC1, де інвестори (такі як європейські банки IKB Deutsche Industrie, ABN Amro та нью-йоркська страхова компанія ACA Financial Guaranty)  надали «довгі кредити», взявши на себе ризики по субстандартним  іпотечним облігаціям, фактично забезпечивши Полсона страхуванням на випадок дефолту субстандартної іпотеки. Угода була укладена наприкінці квітня 2007 року, і через декілька місяців почалися дефолти за облігаціями, і Полсон врешті заробив близько 1 мільярда доларів США на збитках цих інвесторів. Як повідомлялось, загалом Полсон заробив 15 мільярдів доларів на 12,5 мільярдів доларів інвестицій у 2007, прибутковість яких склала понад 100%.
У 2008 році ведмежий прогноз Полсона щодо кредитних ринків продовжував зберігатися. Він вважав, що кредитні проблеми вийдуть за межі субстандартної іпотеки і поширяться на споживче, автомобільне, комерційне та корпоративне кредитування, що  спричинить банкрутство деяких з фінансових установ. Це спонукало їх зайняти короткі позиції в декількох великих фінансових установах у США та Великобританії, які мали високий рівень левериджу, високу концентрацію активів у секторах, що погіршувалися, і зроста вартість кредитів. До таких секторів належать іпотечні фінансові компанії, спеціалізовані фінансові компанії, а також  регіональні, національні та глобальні банки.
У вересні 2008 року Полсон зробив ставку проти чотирьох із п’яти найбільших британських банків, зокрема 350 млн фунтів стерлінгів проти Barclays ; 292 млн фунтів проти Royal Bank of Scotland ; і 260 млн фунтів проти Lloyds TSB. Повідомляється, що загалом Полсон заробив понад 280 млн фунтів стерлінгів після скорочення своєї короткої позиції в RBS у січні 2009 року 
Щоб захистити свої ставки, PCI та інші. Успішно запобігли спробам обмежити стягнення майна та переробити іпотечні кредити.

#### Критика і судові позови
Полсона критикували у справі ABACUS за те, що він заплатив Goldman 15 млн доларів за те, щоб з її допомогою зібрати колекцію «токсичних» субстандартних цінних паперів (створивши «концепцію» етично сумнівних «синтетичних цінних паперів»), для продажу Goldman довгостроковим інвесторам, щоб Полсон міг зробити ставку проти цього, процес, на який критики скаржилися як на «не надійний», а тих хто над ним працював називали без совісними, хоча він і був законний. Полсон відповів, що вони «не брали участі в маркетингу будь-яких продуктів Abacus будь-яким третім особам», і що «Полсон не спонсорував і не ініціював програму Goldman Abacus».
У квітні 2010 року Комісія з цінних паперів і бірж США (SEC) подала до суду на Goldman Sachs через ABACUS Synthetic CDO, стверджуючи, що Goldman представляв складову іпотечного пакету, що лежить в основі CDO, як об’єктивну третю сторону (ACA Management), тоді як головну роль у формуванні іпотечного пакету відіграла "коротка" позиція, яка могла отримати велику фінансову вигоду в разі дефолту CDO (Paulsn)  Полсон опублікував заяву, в якій зазначалося, що він «не є предметом цієї скарги, не робив жодних неправдивих заяв і не є предметом жодних звинувачень». Goldman не визнавав і не спростовував звинувачень SEC, але через три місяці виплатив 550 млн доларів для врегулювання звинувачень (найбільший штраф, який компанія з Уолл-стріт коли-небудь виплачувала SEC), визнавши, що він надав інвесторам «неповну інформацію».
У 2011 році ACA Financial Guaranty ACAFG. UL подала позов проти Полсона на 120 мільйонів доларів, стверджуючи, що Goldman Sachs і Полсон «обманом змусили ACA повірити, що Полсон інвестує в CDO». Полсон заробив роблячи ставки проти позиції ACA в CDO. У 2013 році Полсон попросив суддю відхилити позов, стверджуючи, що ACA покладалася на «неправильні характеристики, електронні листи, не пов’язані з Abacus, а також вирвані з контексту уривки листування».

### Інвестиції у відновлення та банкрутство
Paulson також має великий досвід інвестування в проблемні борги, банкрутства та реструктуризації. Фінансова криза 2008-2009 років спричинила рекордно високий  рівень дефолтів і банкрутств у багатьох галузях, а Полсон став  інвестором у багато із них, включаючи ліквідацію та банкрутство Lehman Brothers.
Наприкінці 2008 року, після краху Lehman Brothers і подальших потрясінь на ринках, Полсон став вибірково оптимістичним. Він заснував фонд, який займався реструктуризації та/або рекапіталізації компаній, таких як інвестиційні банки, хедж-фонди, страхові та готельні компанії, які відчували тиск від  списання неефективних активів, на суму понад 345 мільярдів доларів, які пов'язані з риком житла. Надаючи  компаніям капітал за "низькими цінами" , Полсон вважав, що це дозволить компаніям пережити кризу, а Полсон отримає вигоду від відновлення, купуючи акції на дні ринку.
Серед деяких холдингів, які Полсон розкрив у своїй 13F декларації від 30 червня 2009 року, були 2 мільйони акцій Goldman Sachs, а також 35 мільйонів акцій Regions Financial. Полсон також придбав акції Bank of America навесні 2009 року, коли банк був змушений рекапіталізувати свій баланс за результатами банківських стрес-тестів, проведених урядом США, і, як повідомлялося, мав 1,22% акцій банку в 2011. За даними Bloomberg, Полсон придбав акції, очікуючи, що вони подвояться до 2011 року 
Paulson's інвестував у Citigroup і, як повідомляється, заробив мільярд доларів з 2009 року до кінця 2010 року, що Джон Полсон назвав демонстрацією «зростання потенціалу багатьох інвестицій у реструктуризацію, які ми додали до нашого портфеля, і нашої здатності генерувати прибуток вище середнього на великих позиціях».
У лютому 2010 року PCI була пов'язана з реструктуризацією та рекапіталізацією видавництва Houghton Mifflin Harcourt. Угода передбачала реструктуризацію близько 4 мільярдів доларів з 7 мільярдів доларів боргового навантаження шляхом конвертації їх у нові акції, випущені для власників найбільших боргових зобов'язань, одним із яких був Полсон. Завдяки перетворенню боргових зобов’язань в акції Полсон, як повідомляється, стане найбільшим інвестором компанії.
Ще одна зі спеціалізацій Полсона – інвестиції в події з використанням повноважень. У травні 2008 року Карл Ікан розпочав боротьбу за контроль над компанією Yahoo а звітність за формою 13F за квартал, що закінчився 31 березня 2008 року, показала, що Полсон володіє 50 мільйонами акцій Yahoo.

#### Золота дисертація
У листопаді 2009 року Полсон оголосив про створення золотого фонду, орієнтованого на акції золотовидобувних компаній та інвестиції, пов’язані із золотом , вважаючи, що значне розширення балансу внаслідок антициклічного монетарного стимулювання, здійсненого Федеральною резервною системою та іншими центральними банками, врешті-решт призведе до інфляції долара США та інших фіатних валют. За словами Джона Полсона: «Ми розглядаємо золото як валюту, а не як товар. Його важливість як валюти зростатиме, оскільки основні центральні банки світу продовжуватимуть друкувати гроші».

#### 2011 по теперішній час
У 2011 році PCI був визнаний «четвертим за величиною хедж-фондом у світі» з активами в управлінні на 36 мільярдів доларів. Однак протягом року його фонд Advantage втратив 36%, а Advantage Plus - 52%. Наступного року фонди також зазнали двозначних збитків. Частково це було спричинено невдалими інвестиціями в Sino-Forest Corporation та падінням ціни на золото.
У серпні 2013 року Полсон уклав угоду про злиття з Steinway Musical Instruments вартість якої склала приблизно 512 мільйонів доларів. Протягом п’яти днів компанія ініціювала тендерну пропозицію на всі наявні акції, і правління Steinway Musical Instruments рекомендувало акціонерам прийняти цю пропозицію. У вересні 2013 року Paulson оголосила про завершення придбання Steinway Musical Instruments.
У квітні 2018 року фірма придбала частку в американській медіакомпанії Viacom Inc. і увійшла до числа 25 найбільших акціонерів.

## Бізнес-модель хедж-фонду
Фірма була товариством, партнерами якого були Джон Полсон та понад 10 інших членів фірми. Полсон надавав послуги пулам інвестиційних компаній та керував рахунками для банківських установ, корпорацій, пенсійних фондів та планів розподілу прибутку. Станом на грудень 2015 року хедж-фонди Джона Полсона мали 19 мільярдів доларів США активів під управлінням(англ.), у порівнянні з 18 мільярдами доларів США у вересні 2013 року та 36 мільярдами доларів США на початку 2011 року  Станом на 2012 рік майже 60 відсотків активів належать співробітникам фірми, в тому чилі Джону Полсону   Серед зовнішніх інвесторів фонди Полсона включали фінансові установи, корпоративні та державні пенсійні фонди та заможних осіб.
Хедж-фонди, якими раніше керувала Paulson & Co, включали:
- Paulson Advantage Fund (його головний фонд) [4]
- Paulson Advantage Plus Fund
- Золотий фонд (запущений у січні 2010 року з довгостроковою стратегією, зосередженою на інвестуванні в гірничодобувні компанії та похідні інструменти на основі злитків) [4]
- Paulson Partners
- Paulson Enhanced
- Відновлення Полсона
- Paulson Real Estate Recovery (запущено в 2009 році для інвестування в проблемні ринки нерухомості зі стилем інвестування «приватного капіталу») [4]
- Фонд кредитних можливостей

Спеціалізація фонду включає:
- Арбітраж злиття: високоякісні угоди зі спредом, оголошені злиття з можливістю підвищення ставок, унікальні структури угод, короткі угоди, які малоймовірно закриються;
- Арбітраж за подіями: виділення, судові процеси, реструктуризація, конкурси довірених осіб, акції після банкрутства ;
- Проблемні цінні папери: ліквідація, високоприбуткові довгострокові/короткострокові, арбітражна структура капіталу, банкрутство, реорганізація.

Свого часу у фірмі працювало близько 15 інвестиційних професіоналів, включаючи Джона Полсона, який був портфельним менеджером усіх фондів під управлінням. Іншими ключовими професіоналами у сфері інвестицій були Ендрю Клабер(амер.), Ендрю Хойн(англ.), Ніколай Петченіков(англ.), Шеру Чоудрі, Сіхан Шу, Майкл Уолдорф  і Тай Воллах.
Компанія Paulson & Co мала зовнішню консультативну раду що складалась з відомих економістів, які збиралися щомісяця для обговорення інвестиційних тем, макроекономічних ризиків, а також глобальної фіскальної та монетарної політики. Колишніми членами консультативної ради Paulson були Алан Грінспен (президент Greenspan Associates LLP), Крістофер Торнберг(англ.) (економіст, Beacon Economics LLC), Едвард Альтман(англ.) (професор Stern School of Business, Нью- Йоркський університет) і Мартін Фелдштейнангл (професор Гарвардського університету )..
Полсон був зареєстрований у Комісії з цінних паперів і бірж США (SEC) у Сполучених Штатах, Financial Services Authority (FSA) у Великобританії та Securities and Futures Commission (SFC) у Гонконзі.

## Дивись також
- Фінансова криза кінця 2000-х років
- https://en.wikipedia.org/wiki/List_of_hedge_funds
- https://en.wikipedia.org/wiki/Sino-Forest_Corporation

## Зовнішні посилання
- Веб-сайт Paulson & Co